# Itoiz (banda)
Itoiz fue un grupo de rock vasco creado en 1976 y disuelto en 1988, que componía y cantaba sus temas en euskera.

## Historia
El germen de Itoiz está en el grupo Indar Trabes, formado en 1974 por cinco jóvenes de los alrededores de Motrico y Ondárroa aficionados al rock progresivo. Con objeto de financiar la compra de instrumentos, comenzaron a animar bodas y verbenas, por lo que obtuvieron cierta notoriedad en su entorno. Cuando en 1978 tuvieron la oportunidad de publicar su primer disco, decidieron que necesitaban otro nombre para diferenciarlo de su actividad comercial, por lo que adoptaron el nombre Itoiz.
Pueden distinguirse dos etapas en la historia de Itoiz. En la primera, predominan los sonidos cercanos al rock progresivo, jazz y música experimental. En la segunda, a partir de la entrada en el grupo del guitarrista Jean-Marie Ecay en 1983, su estilo derivó hacia el pop rock.
El líder y fundador de Itoiz fue Juan Carlos Pérez, autor de canciones como Lau teilatu.
El grupo se disolvió en 1988, con la grabación de un disco en directo en el polideportivo de Fadura, en la localidad vizcaína de Guecho.
Juan Carlos Pérez comenzó posteriormente una carrera en solitario.

## Miembros principales
- Juan Carlos Pérez: guitarra y voz
- José Foisis Gárate: bajo
- José Antonio Antton Fernández: piano y teclados (hasta 1985)
- Estanislao Estanis Osinalde: batería (hasta 1979)
- Joseba Erkiaga: flauta (hasta 1982)
- Germán Ors: guitarra (1981-1983)
- Jimmi Arrabit: batería (de 1982 en adelante), que pasó después al grupo Sustraia.
- Jean-Marie Ecay: guitarra (1983-1985)
- Xabi Pery: guitarra (1987-1988)

## Discografía
- Itoiz (1978)
- Ezekiel (1980)
- Alkolea (1982)
- Musikaz blai (1983)
- Espaloian (1985)
- Nobela beltza (sencillo) (1985)
- Ambulance (1987)
- ...eremuko dunen atzetik dabil (1988, doble álbum en directo con el que se disolvieron)
- Itoiz 1978-1988 (2000), caja que contiene toda la discografía de Itoiz, incluido el single Nobela beltza; incluye un librillo con fotos y un texto que resume la historia del grupo)
- Itoiz-Antologia 1978-1988 (2008), antología del grupo.